# Байрамова, Джейран Ширин кызы
Байрамова Джейран Ширин кызы (22 марта 1896, с. Заргова, Кубинский уезд, Бакинская губерния, Российская империя — 22 декабря 1987, г. Баку, Азербайджанская ССР, СССР) — революционерка, активистка женского движения в Азербайджане, партийный деятель.

## Биография
В 1919—1920 гг. была женой видного руководителя азербайджанской коммунистической партии «Гуммет» Али Байрамова. Вела пропаганду среди женского персонала парламента АДР, где сама работала делопроизводителем. В 1920 г. вместе с мужем организовала у себя на дому первый женский клуб, который после убийства Али Байрамова официально стал Центральным женским клубом имени Али Байрамова. Он сыграл особую роль в вовлечении женщины-азербайджанки в общественную жизнь, раскрепощении её сознания, в приобретении самых разнообразных профессий. Клуб возглавил движение за отказ женщин-мусульманок Азербайджана от чадры.
Член КПСС с 1919. Работала заведующей Женотделом ЦК АКП(б), Городского РК (Баку) и Хачмазского РК АКП(б), была членом Президиума ЦКК АКП(б). 28.09.1932 г. была выведена из членов БКК АКП(б) «за потерю партийной бдительности». После осуждения второго мужа — бывшего троцкиста Оруджа Байрамова была исключена из партии 15.05.1936 «за неразоблачение и оказание материальной помощи своему мужу, врагу народа».
В дальнейшем была репрессирована сама как «член семьи изменника Родины» (ЧСИР). 9 декабря 1937 г. осуждена Особым совещанием при НКВД СССР к 8 годам лишения свободы в ИТЛ. В 1938—1945 гг. содержалась в Карлаге. После реабилитации — персональный пенсионер Аз. ССР. Вернулась в Азербайджан и добилась реабилитации своего мужа. Умерла в 1987 г. и была похоронена на Аллее почетного захоронения в г. Баку, где похоронен и её первый муж.